# خوسيه ميراندا (لاعب كرة قدم)
خوسيه ميراندا (22 أغسطس 1986 في كوبا - ) هو لاعب كرة قدم كوبي في مركز حراسة المرمى. شارك مع منتخب كوبا لكرة القدم. أما مع النوادي، فقد لعب مع Puerto Rico United ‏ وLA Laguna FC ‏ وFC Matanzas ‏ وSevilla FC Puerto Rico ‏ وHollywood United Hitmen ‏ وOrange County SC ‏.

## وصلات خارجية
- خوسيه ميراندا على موقع قاعدة بيانات كرة القدم.إي يو (الإنجليزية)
- خوسيه ميراندا على موقع ناشيونال فوتبول تيمز (الإنجليزية)